# Alvin Kraenzlein
Alvin Christian Kraenzlein, communément appelé Alvin Kraenzlein ou Al Kraenzlein, né le 12 décembre 1876 à Minneapolis et mort le 6 janvier 1928 à Wilkes-Barre, est un athlète américain quadruple champion olympique lors des Jeux olympiques d'été de 1900 à Paris dans les épreuves de 60 mètres, le 110 mètres et le 200 mètres haies, ainsi que le saut en longueur. Inventeur de la technique de la jambe tendue pour sauter « à la volée » les haies, il est élu au Temple de la renommée de l'athlétisme des États-Unis en 1974.

## Biographie

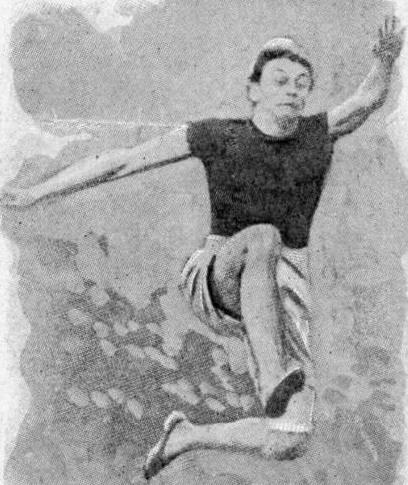
Alvin Kraenzlein franchit 7,185 mètres au saut en longueur dans sa victoire aux Jeux olympiques 1900.

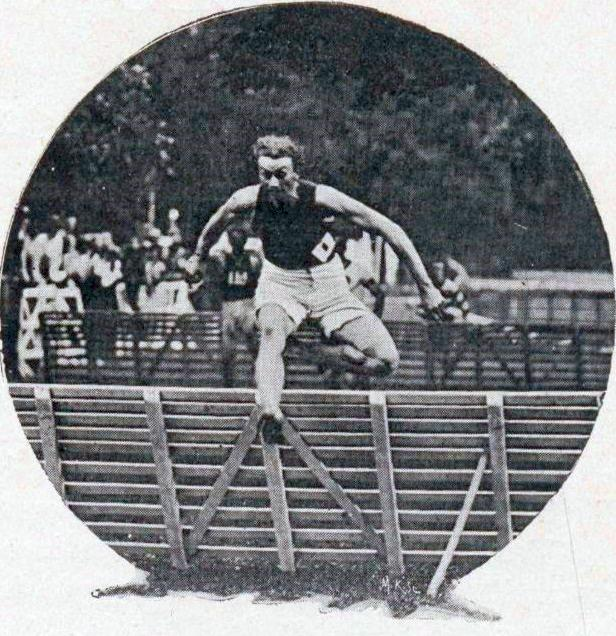
Alvin Kraenzlein, champion olympique des 110 et 200 mètres haies.

Né le 12 décembre 1876 à Minneapolis dans le Minnesota, Alvin Kraenzlein est le fils de deux immigrés allemands Johann Georg Kränzlein et Maria Augusta Schmidt,. Peu après sa naissance, sa famille part habiter à Milwaukee dans le Wisconsin. Il apprend à courir et à sauter au Milwaukee’s East Side High School. Étudiant à l'université du Wisconsin en 1895, il domine ses différents adversaires dans de nombreuses épreuves.
Il attire l'intérêt de Mike Murphy, entraîneur de l'université de Pennsylvanie, qui le convainc de le rejoindre. Au printemps 1897, Kraenzlein devient étudiant en médecine dentaire en Pennsylvanie. Il y développe une nouvelle manière de sauter au-dessus des haies, avec une jambe tendue en avant, limitant sa perte de temps sur les obstacles,. Cette nouvelle technique lui permet de battre les records du monde du 120 mètres haies et du 220 mètres haies. En 1899, il établit cinq records du monde en saut en longueur.
Aux Jeux olympiques de 1900 à Paris, Alvin Kraenzlein fait preuve de ses talents en gagnant la médaille d'or dans les épreuves de 60 mètres, le 110 mètres et le 200 mètres haies, ainsi que le saut en longueur. L'Américain gagne la course de 60 mètres plat avec un temps de 7 s, battant le record du monde,. Il égale le record du monde dans le 110 mètres haies avec un temps de 15 s 2. Son principal rival au saut en longueur, Meyer Prinstein, en tête après les éliminatoires, ne participe pas à la finale, son entraîneur lui interdisant de concourir un dimanche,, laissant la victoire à Kraenzlein et son saut de 7,18 mètres,.
Après les Jeux de Paris, Kraenzlein arrête la compétition. Diplômé en dentaire, Kraenzlain opte pour devenir entraîneur d'athlétisme, pour le club Mercersburg Academy puis à l'université du Michigan. Marié à Claudine Gilman, fille d'artistes, il est père d'une fille nommée Claudine Gilman Tvede. En 1913, il signe un contrat de cinq ans avec un salaire de 45 000 marks annuels pour entraîner l'équipe nationale d'Allemagne où il s'installe,,,. Prévenu avant que la Première Guerre mondiale éclate, il retourne aux États-Unis. Après la Guerre, il continue à entraîner, notamment pour l'équipe olympique cubaine,. Tombé malade en août 1927, il meurt des suites de ses troubles cardiaques le 6 janvier 1928 à Wilkes-Barre,,.

## Palmarès
Jeux olympiques
- Jeux olympiques de 1900 à Paris :
  -  Champion olympique du 60 m
  -  Champion olympique du 110 m haies
  -  Champion olympique du 200 m haies
  -  Champion olympique du saut en longueur